# Honda Indy 225 2004
Honda Indy 225 2004 var ett race som var den tolfte deltävlingen i IndyCar Series 2004. Racet kördes den 22 augusti på Pikes Peak International Raceway. Dario Franchitti tog sin andra seger för säsongen, och precis som på Milwaukee kom den på en relativt slät kort oval. Mästerskapsledande Tony Kanaan slutade visserligen inte bättre än femma, men i kraft av att den dittills största mästerskapsrivalen Buddy Rice kraschade redan i samband med starten, så kunde han utöka sin mästerskapsledning.

## Slutresultat
| Plats | Förare            | Team                     | Grid | Kvaltid |
| ----- | ----------------- | ------------------------ | ---- | ------- |
| 1     | Dario Franchitti  | Andretti Green Racing    | 4    | 20,819  |
| 2     | Adrián Fernández  | Fernández Racing         | 7    | 20,967  |
| 3     | Dan Wheldon       | Andretti Green Racing    | 2    | 20,739  |
| 4     | Darren Manning    | Chip Ganassi Racing      | 8    | 20,969  |
| 5     | Tony Kanaan       | Andretti Green Racing    | 1    | 20,652  |
| 6     | Hélio Castroneves | Marlboro Team Penske     | 5    | 20,882  |
| 7     | Vitor Meira       | Rahal Letterman Racing   | 3    | 20,791  |
| 8     | Jaques Lazier     | Patrick Racing           | 14   | 21,312  |
| 9     | Bryan Herta       | Andretti Green Racing    | 6    | 20,892  |
| 10    | Alex Barron       | Cheever Racing           | 16   | 21,389  |
| 11    | Ed Carpenter      | Cheever Racing           | 20   | 21,527  |
| 12    | Townsend Bell     | Panther Racing           | 15   | 21,379  |
| 13    | Kosuke Matsuura   | Fernández Racing         | 22   | -       |
| 14    | Mark Taylor       | Access Motorsports       | 18   | 21,455  |
| 15    | Scott Sharp       | Kelley Racing            | 19   | 21,471  |
| 16    | Felipe Giaffone   | Dreyer & Reinbold Racing | 12   | 21,213  |
| 17    | Tomas Scheckter   | Panther Racing           | 13   | 21,248  |
| 18    | Sam Hornish Jr.   | Marlboro Team Penske     | 9    | 20,971  |
| 19    | Tora Takagi       | Mo Nunn Racing           | 17   | 21,422  |
| 20    | Scott Dixon       | Chip Ganassi Racing      | 10   | 20,998  |
| 21    | A.J. Foyt IV      | A.J. Foyt Enterprises    | 21   | 21,727  |
| 22    | Buddy Rice        | Rahal Letterman Racing   | 11   | 20,999  |